# Scharffenbergsches Wappenbuch
Das Scharffenbergsche Wappenbuch entstand Ende des 16. Jahrhunderts in der Druckerei von Crispin und Johann Scharffenberg in Breslau und zählt zu den bedeutendsten schlesischen Wappensammlungen.

## Das Original
Es handelt sich hier um eine Auftragsarbeit aus der Druckerei von Crispin und dessen Sohn Johann Scharffenberg für den Breslauer Landeshauptmann Nikolaus Rhediger, die im Zeitraum von etwa 1568 bis 1581 entstanden ist. Das Wappenbuch befand sich später im Besitz von Hildebrand Rudolf Freiherr von Hund und Altengrotkau auf Wirrwitz im Landkreis Breslau, der seine gesamte Büchersammlung 1746/48 der Breslauer St. Elisabeth-Bibliothek (auch als Rhedigerana bezeichnet) vermachte. Deren Bestand wurde im 19. Jahrhundert in die neue Breslauer Stadtbibliothek (Signatur R 690) überführt, wo sich das Scharffenbergsche Wappenbuch bis 1945 befand. Der anschließende Verbleib ist unbekannt. Allerdings waren gegen Ende des Zweiten Weltkrieges etwa die Hälfte aller Handschriften der Breslauer Stadtbibliothek aus Sicherheitsgründen in das Kloster Heinrichau ausgelagert worden, wo sie während der Devastationsphase 1945/46 verlorengingen.
Das Original stellte eher ein Manuskript oder eine Materialiensammlung für eine spätere Veröffentlichung dar, denn nur ein kleiner Teil der Blätter war vollständig im Holzschnitt bedruckt. Auf den meisten befanden sich vorgedruckte Schablonen, in welche die Wappen freihändig hineingezeichnet waren, die restlichen zeigten nur handschriftliche Wappenmalereien. Die Überschriften der Wappen waren bis auf eine überhaupt nur handschriftlich vorgenommen worden. Hier konnten neben dem Namen des Wappenträgers auch Denk- oder Wahlsprüche mit Jahreszahlen vermerkt sein. 236 dieser aus den damals so beliebten Stammbüchern stammenden Mottos wurden von Hermann Luchs veröffentlicht. Das Papier im Folioformat aus der Breslauer Papiermühle zeigte das gekrönte W als Wasserzeichen.
Ein gesondertes Titelblatt war nicht vorhanden. Am Anfang befand sich ein Index mit 1244 Namen. Der nachfolgende erste Teil zeigte auf 75 Seiten etwa 200 Wappen, und zwar das des Kaisers (mit der Jahreszahl 1578), die der schlesischen Fürsten sowie anderer Fürsten, Grafen und Freiherren. Der zweite Teil umfasste etwa 2000 Wappen von Edelleuten und wenigen Bürgerlichen. Die meisten Familien stammten selbstverständlich aus Schlesien. Es fanden sich aber auch viele aus Bayern und anderen Teilen Deutschlands sowie einige aus dem Ausland (England, Ungarn, Litauen und Russland). Der erste und zweite Teil hatte eine getrennte Paginierung. Der unvollständige Namensindex bezog sich nur auf den zweiten Teil.
Zur Unterscheidung von den Teilkopien wurde das Original meist als das „Große Buch“ bezeichnet. Johann Sinapius nannte es das „alte, meist schlesische Wappenbuche de Anno 1578“.

## Teilkopien

### Berliner Buch
Das Buch zeigt 986 (71 davon doppelt) kolorierte Wappen auf 188 Blättern im Folioformat. Es wurde 1906 für 1200 Goldmark vom Leipziger Auktionshaus Karl Wilhelm Hiersemann angeboten, in den 1960er Jahren vom Stockholmer Auktionshaus Sandberg für 3600 Dollar veräußert und befand sich schließlich im Besitz des Londoner Auktionshauses Martin Breslauer, von wo es 1969 für 11460 DM die Berliner Staatsbibliothek (Abteilung Historische Drucke, Signatur 177 280 R) erwarb.

### Breslauer Buch I
Die ursprünglich nur einzelnen Wappenblätter befanden sich zunächst im Besitz von Christoph Heinrich von Gfug auf Kosemitz im Kreis Nimptsch. Nach dessen Tod 1721 erwarb sie der evangelische Pfarrer Christian Ezechiel aus Peterwitz im Landkreis Trebnitz, der die ursprünglich vorhandenen 782 Wappen um 67 vermehrte, die Blätter neu ordnete und mit einem Register aus dem Großen Buch versah. Die Sammlung gelangte etwa 1784 in die Breslauer St. Elisabeth-Bibliothek, im 19. Jahrhundert in die Breslauer Stadtbibliothek (Signatur R 567), kam nach dem Zweiten Weltkrieg in die nun polnische Universitätsbibliothek Breslau.

### Breslauer Buch II
Dieses Buch mit 799 Wappen (755 in Holzschnitt gedruckte und 44 nachträgliche Federzeichnungen) wurde 1815 vom Breslauer Stadtrat Christian Friedrich Paritius erworben, kam später in den Bestand der Breslauer Stadtbibliothek (Signatur R 2813) und befindet sich heute in der nun polnischen Universitätsbibliothek in Breslau.

### Fürstensteiner Buch
Das Buch im Quartformat umfasste lediglich 189 fast sämtlich ausgemalte Wappen, von denen einige erst um 1610 eingezeichnet wurden. Es befand sich bis 1945 in der Bibliothek (Signatur Hist. univers. Q 454) auf Schloss Fürstenstein, Kreis Waldenburg in Niederschlesien, und gilt seitdem als verschollen.

### Göttinger Buch
Dieses Werk im Quartformat mit 362 Wappen befand sich im Besitz von Johann Wilhelm Hoppe, bevor es etwa in der Mitte des 19. Jahrhunderts in den Bestand der Göttinger Universitätsbibliothek (Signatur alt: HG 250; neu: 8° Hist. Sil. 450 Rara) gelangte. Auf dem Lederband steht „Wopen Buc 1592“.

### Nürnberger Buch
Diese unvollständige Kopie von 1578, die ersten 22 Blatt mit den Buchstaben A bis Bi fehlen, gehörte Ferdinand Freiherr von Hofmann aus der Steiermark, war dann Bestandteil der Sammlung des Barons Ferdinand v. Neufforge, kam schließlich nach Nürnberg (Bibliothek des Germanischen Nationalmuseums, Signatur N 619) und umfasst etwa 820 Wappen.

### Seydlitzer Wappenbuch
Wolff Erdmann von Seydlitz und Gellendorf, zunächst Domherr in Merseburg, später Gutsherr auf Leipe und Schweinern im Landkreis Breslau, gehörte in den 1750er Jahren eine Scharffenbergsche Kopie mit 728 Wappen, je vier auf einem Blatt, über deren späterer Verbleib nichts bekannt ist.

### Wiener Buch
Diese Kopie befindet sich seit mindestens 1736 in Wien (Österreichische Nationalbibliothek, Signatur 49. P. 24), zeigt auf 172 Blatt im verkürzten Folioformat (205 × 300 mm) 800 Wappen.

### Nachdruck
800 Wappen aus dem Wiener Buch und 25 aus dem Göttinger wurden vom Verlag Degner neu aufgelegt: Hans v. Mosch (Bearb): Scharffenberg Crispin. Schlesisches Wappenbuch. Neustadt an der Aisch 1984.